# 普拉布蒂

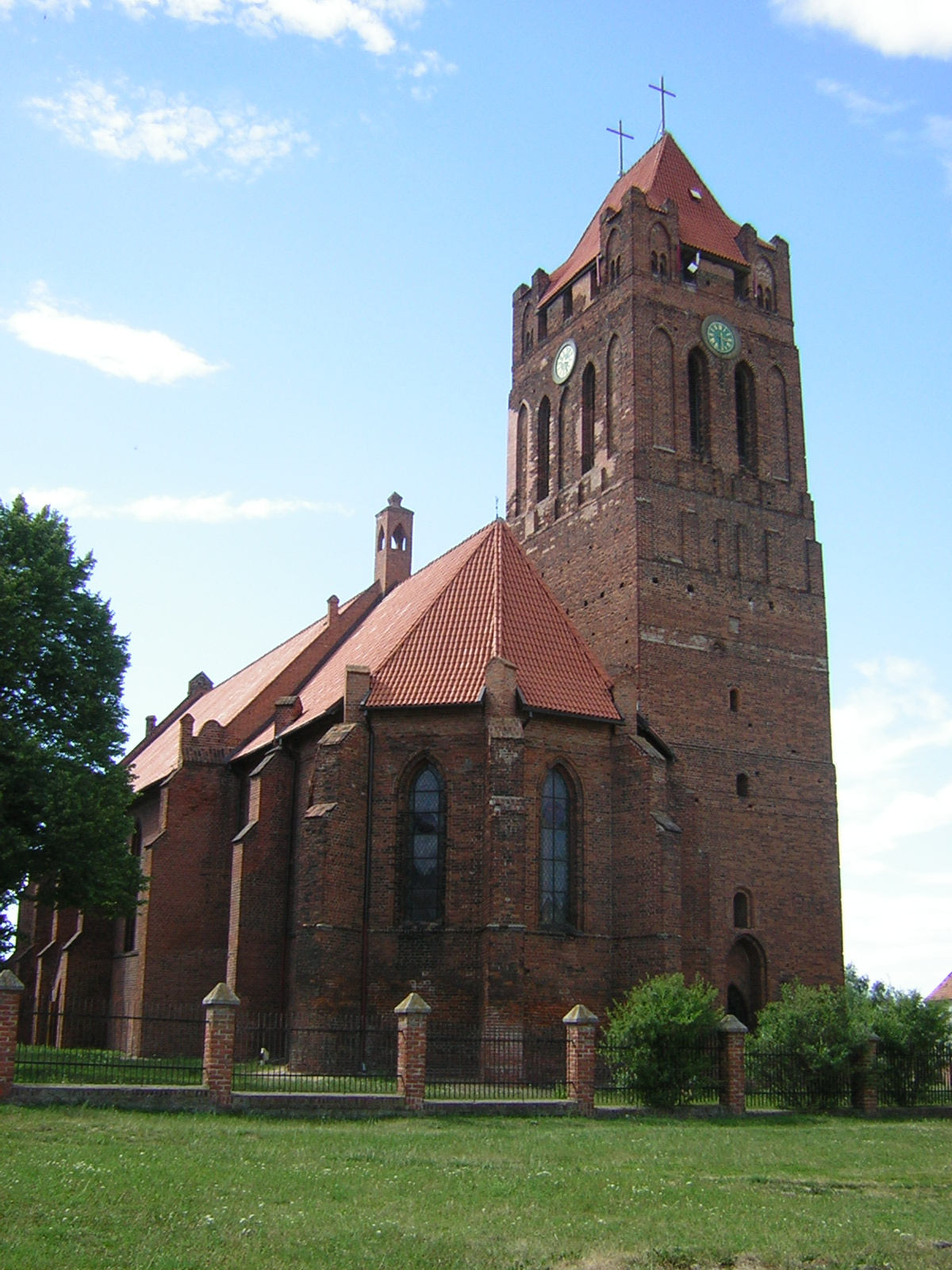

普拉布蒂是波蘭的城鎮，位於該國北部，由濱海省負責管轄，面積5.92平方公里，海拔高度90米，2006年人口8,488。在第一次瓜分波蘭中，該鎮在1772被納入普魯士王國管治範圍。

## 外部連結
- Municipal website （页面存档备份，存于） （波兰語）
- Independent Municipal Website  （波兰語）
- History and Forum City （波兰語）
- Futbol Team Website （页面存档备份，存于） （波兰語）